# 2012 في لبنان
فيما يلي قوائم الأحداث التي وقعت خلال عام 2012 في لبنان.

## أفلام
من الأفلام التي صدرت هذه السنة في لبنان:
- 1 يناير – وهلأ لوين؟ من إخراج نادين لبكي.

## موسيقى

### ألبومات
من الألبومات التي صدرت هذه السنة في لبنان:
- 19 يونيو – أسعد واحدة من غناء إليسا.

## كتب
من الكتب التي صدرت هذه السنة في لبنان:
- 1 يناير – أنا، هي والأخريات من تأليف جنى فواز الحسن.
- 1 يناير – سينالكول من تأليف إلياس خوري.

## وفيات

### فبراير
- 1 فبراير – نسيب لحود (مواليد 1944) سياسي لبناني.

### مايو
- 31 مايو – فريد حبيب (مواليد 1935) سياسي لبناني.[1]

### يونيو
- 8 يونيو – غسان تويني (مواليد 1926)[2]

### أكتوبر
- 19 أكتوبر – وسام الحسن (مواليد 1965)[3]